# Villa Civran Morpurgo Pini-Puig
Villa Civran Morpurgo Pini-Puig (anche detta palazzo Morpurgo) è una villa veneta di Conegliano, situata nel quartiere Monticella (in via Monte Grappa), al confine est del comune, a pochi metri da villa Lippomano.

## Storia
Villa Morpurgo fu costruita nel XVII secolo; ne furono proprietari i Montalban, i Civran, i Morpurgo e poi la famiglia Pini-Puig.
Una cappella gentilizia fu demolita alla fine del XIX secolo e la pala d'altare che vi si conservava fu trasferita e ora si trova nella chiesa dei Santi Martino e Rosa.
Nel XX secolo gran parte del parco e della campagna della villa sono state occupate da una fitta edilizia abitativa, che ha fatto del colle di Monticella e delle sue aree rurali una dei quartieri più popolosi della città.

## Descrizione

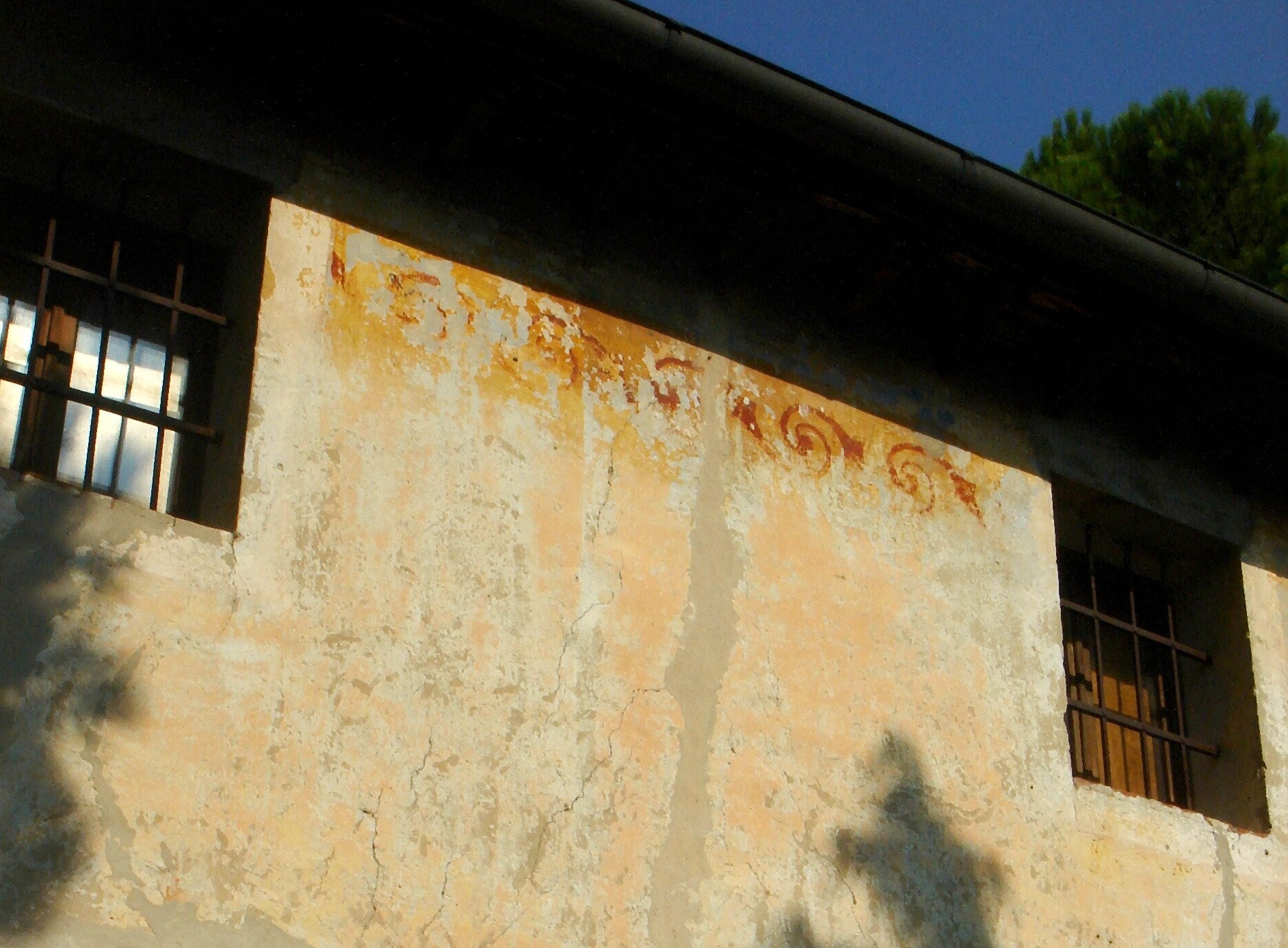
Particolare dell'annesso

Villa Civran Morpurgo Pini-Puig si presenta come un edificio di due piani sviluppato in lunghezza, perpendicolarmente al pendio del colle, racchiuso da un muro aperto da cancellate, sui cui pilastri poggiano delle sculture con fanciulli in atteggiamento giocoso o con strumenti musicali. 
La facciata è simmetrica, con la parte centrale sovrastata da un grande timpano, sulla sommità del quale campeggia una piccola statua rappresentante un putto. Sotto il timpano si collegano a una spessa architrave quattro lesene di ordine ionico, che tripartiscono questa parte della facciata, dove si trovano il portale e le tre monofore maggiori del piano nobile. 
La forometria dell'abitato consta di sole monofore quadrangolari, alcune inscritte in arco cieco.
All'interno, al piano nobile, sono presenti i saloni, alcuni dei quali contengono preziose decorazioni.

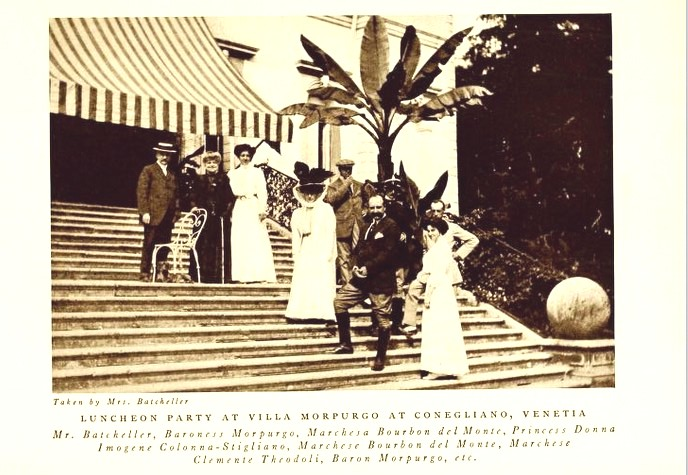
Villa Morpurgo di Monticella - c.1910

Davanti alla villa è presente un unico annesso superstite, inserito nel muro di cinta e costituito da un edificio di due piani di piccole dimensioni a pianta rettangolare; sulle pareti esterne, molto rovinati, si vedono ancora dei decori pittorici.
Sul lato nord del parco fino alla sommità della collina, è presente l'unica parte della campagna originale non ancora edificata, al centro della quale c'è una tipica casa rurale, in posizione equidistante da Villa Morpurgo e villa Lippomano.